# Madog ap Gruffydd II
Madog ap Gruffydd II († 1277) est un prince du nord du Powys Fadog ayant régné pendant 8 ans de 1269 à 1277

## Origine
À la  mort Gruffydd Maelor II en 1269, ses domaines du nord du Powys sont une  nouvelle fois partagés entre ses héritiers : l'ainé Madog ap Gruffydd II n'hérite que de la seigneurie de Dinas Bran. Le Cynllaith est partagé entre ses puinés Llywellyn († 1282) et Owain et enfin le cadet Gruffydd Fychan (c'est-à-dire le Jeune) reçoit Iâl et l'Edeirnion et prend le titre de « Prince de Glyndyfrdwy ». 

## Vassal de Llywelyn
Aucun d'entre eux n'est assez puissant pour maintenir la souveraineté du Powys qui tombe sous le contrôle de Llewelyn II ap Gruffydd roi de Gwynned et prince du pays de Galles qu'il reconnait comme son suzerain à la suite du traité de de Montgomery .  En 1275, Llywelyn épouse la fille de  Simon de Montfort 6e comte de Leicester, l'ennemi juré   d'Henri III d'Angleterre le père du roi. Quand Llywelyn refuse de négocier avec le roi ce dernier le déclare rebelle et envahit le nord du pays de Galles en 1277.

## Mort et succession
Bien que l'objectif principal du roi soit le Gwynedd, le Powys Fadog se trouve sur sa route. Madog choisit de soutenir Llywelyn, et il est tué au combat et inhumé dans l'abbaye de Valle Crucis dont il était le bienfaiteur. Après la mort de Madog ap Gruffyd en 1277, au cours d'un obscur combat, c'est son cadet Gruffydd Fychan Ier († 1289) qui contrôlait Iâl, le cœur du domaine paternel; qui assure la postérité de la dynastie. Le conflit entre Llywelyn et le roi d'Angleterre se termine par le Traité d'Aberconwy, qui libère  Gruffydd et les autres princes gallois de leur allégeance envers Llywelyn.
| Précédé par : Gruffydd Maelor II | Prince de Powys du Nord | Suivi par : Gruffydd Fychan Ier |

## Source
- Mike Ashley, « Tableau généalogique 18. Wales (5) Medival Powys » et « Gruffyd Maelor (II) ap Madog », in The Mammoth Book of British Kings & Queens, éd. Robinson, Londres, 1998,  (ISBN 1841190969), p. 371 et 366.